# 散人左道
『散人左道』（さんじんさどう）は、水上悟志による日本の漫画。

## 概要
『ヤングキングアワーズ』（少年画報社）にて、2002年11月号から2004年7月号まで連載された。作者にとっては初の連載作品であり、初単行本出版作品でもある。

## あらすじ
銀髪のうさん臭い仙人フブキは、左道黒月真君の名を継いだばかり。師匠のことづてで霊穴めぐりをしながら精霊や妖怪等から人々を助け、修行の旅を続けていた。

## 登場人物
フブキ
主人公。銀髪。胡散臭い風貌の、邪仙「左道黒月真君」の名を受け継いだばかりの若者。年齢は20代後半。修行として霊穴めぐりをしながら、報酬を受け取り「隣人」や「障り」と呼ばれる妖怪から人々を守ることを生業としている。性格はズルくて卑怯だが、それらを発揮するための、冷静沈着な観察眼や洞察力に長けている。使用する武具は霊刀や霊符。喫煙と飲酒を好み、特に酒はざると言っても良い程強い。趣味は置物の収集。
少年時代は強力な霊力を持ち、また「力」に頼る存在であったため、大変な乱暴者で、師匠である先代左道黒月真君法鉄を殺し、その存在を超えようとしていた。その死合の最中、人から隣人へと昇華させる秘術を行うが失敗、法鉄によってその霊力の大半を抜き取られ、弱小の身となった。その後、修行の最中に、数奇な運命の巡り合わせと法鉄の狙いにより、いろりを巡り精霊導士・無限と戦うこととなる。
彼の影から抜き出された霊力は黒布の形を取り、その莫大な霊力と少年時代の彼の意志を内包したまま封印されていたが、とある事情からいろりのもとに渡ることとなる。最後の戦いにおいて、いろりから一時的に返還されたくろがねと共に、無限と1対1の戦いを繰り広げた。全てが終わった後、再びくろがねをいろりに託す。
10年後はよると結婚し、三文小説を書いて暮らしている。左道黒月真君の名はよるの姉が受け継ぐ話が進んでいる。
よる
ヒロイン。メガネっ娘で髪を両サイドで結んでおり、年齢は10代後半程度。「妖精眼」と呼ばれる、「隣人」の姿や、更には未来の光景である「流れ」すら見ることが可能な力を持つ。施設で同じく妖精眼を持つ双子の姉と住んでいたが、その力故に多くの隣人や障りからの干渉を受けるようになり、離れて暮らしていた。姉と再び一緒に暮らすために妖精眼の霊力の制御法を身につけたいと考え、その教えを請うべく、フブキに押しかけ弟子入りする。基本的に修行などはほとんどしていないため、妖精眼による大きな霊力を持つ他は常人の身体能力と大差ない。旅の最中でフブキに惚れるが、施設育ちのためか現実的かつ堅実な性格で、フブキの置物収集とは趣味が大きく乖離していた。
旅の途中でフブキ自身の黒布と師匠を追う目的が明確になったため、大師匠である孫硯に預けられ、しばらくはそこで修行に励む。事態が進んだ後、フブキと無限の最後の戦いを彼女はその眼で見届けることとなる。
10年後にはフブキと結婚し、男女の二卵性の双子を授かる。育児漫画などを描いて生活しているが、共に暮らす孫硯のネット株やペン太の酒を主な収入源に割と裕福な生活を送っている。
ヒバチ
「拝み屋」石川尽正の弟子である少年。年齢は10代前半程度。師匠である尽正が左道黒月真君に敗れたことで、その敵討ちと同時に、師匠超えを目指してフブキをつけ狙う（実際にはフブキの師匠である法鉄が敵であった）。両親はいないが、尽正が育ての親となり健全に育った。性格は直情的だが正義感に溢れ義に厚い。よると共に障り退治を行ったこともあった。鍛錬がしっかりと積まれており、霊力自体はフブキ以上。「伏霊杵」と呼ばれる霊具で、強力な霊気を叩付けて戦う。
とある障り退治がきっかけでいろりと出会い、心を通わせるようになる。その後、紆余曲折を経て、師匠の口からフブキと黒布の因縁を知った彼は、フブキと共に無限との最後の戦いに挑む。左道黒月真君への誤解が解け、全てが終わった後は最後の戦いで負った傷の療養に入る。
10年後にはいろりと共にカップルで退魔師として活躍し、「光の槌」の通り名を持つにまで至る。性格は温厚になったらしく、キレたいろりを止める役目も果たしている。
雲井いろり
黒髪ツインテールに、ミニスカートとニーソックスという作者曰く「絵に描いたようなロリ」。年齢は10代前半程度。幼きフブキの霊力と意志が込められた黒布の所持者で、大量の霊気を身の内に納めることの出来る器性の保有者。また彼女が黒布に「くろがね」という名を付けたことで、黒布はフブキのみアクセス出来る「彼の分身」ではなく、万人がアクセス可能な「精霊」となった。くろがねが持つ力は強大なため、障りに対する戦闘能力は恐ろしく高く、また圧倒的な跳躍力など、高い身体能力なども見せていた。彼女に黒布を与えたのはフブキの師匠である法鉄であり、その目的は無限に対する自衛能力を与え、かつ器性の押さえのためであった。
性格は年齢通りの少女と言った感じで、父親に対するちょっとした反発心から家出した所でヒバチと出会う。その後、くろがねを封じようとしていたフブキと出会い、ヒバチを巻き込んでの混戦の最中、法鉄によって保護される。最後の戦いの際にはよると共にヒバチとフブキの戦いを見守り、フブキにくろがねを一時的に返還、戦いの趨勢を決める一端をになった。くろがね自身は彼女をマスターとして従っており、意志の疎通は心で自然と行っているが、くろがね自身が強く表に出てくると、いろりは少年時代のフブキと同様の乱暴な言葉使いと表情を表す。そのため少年と少女の二重人格者のようにも見える。
10年後にはヒバチと共にカップルで退魔師として活躍し、「黒天女」の通り名を持つにまで至る。障り達はキレたいろり（くろがね）を主に恐れている。なお、成長した彼女の活躍は作者の短編作品である『風穴頭と百鬼町』で見ることができる。その際のいろりは、非常に丁寧で落ち着いた女性に成長していた。
ペン太（四海封水禅）
孫硯
左道黒月真君 法鉄
石川尽正
えんらえんら
精霊導士 無限

## 既刊情報
- 水上悟志『散人左道』 少年画報社〈ヤングキングコミックス〉、全2巻
  1. 2003年10月24日発売 ISBN 4-7859-2364-4
  2. 2004年7月5日発売 ISBN 4-7859-2441-1